# Vierthaler Teich

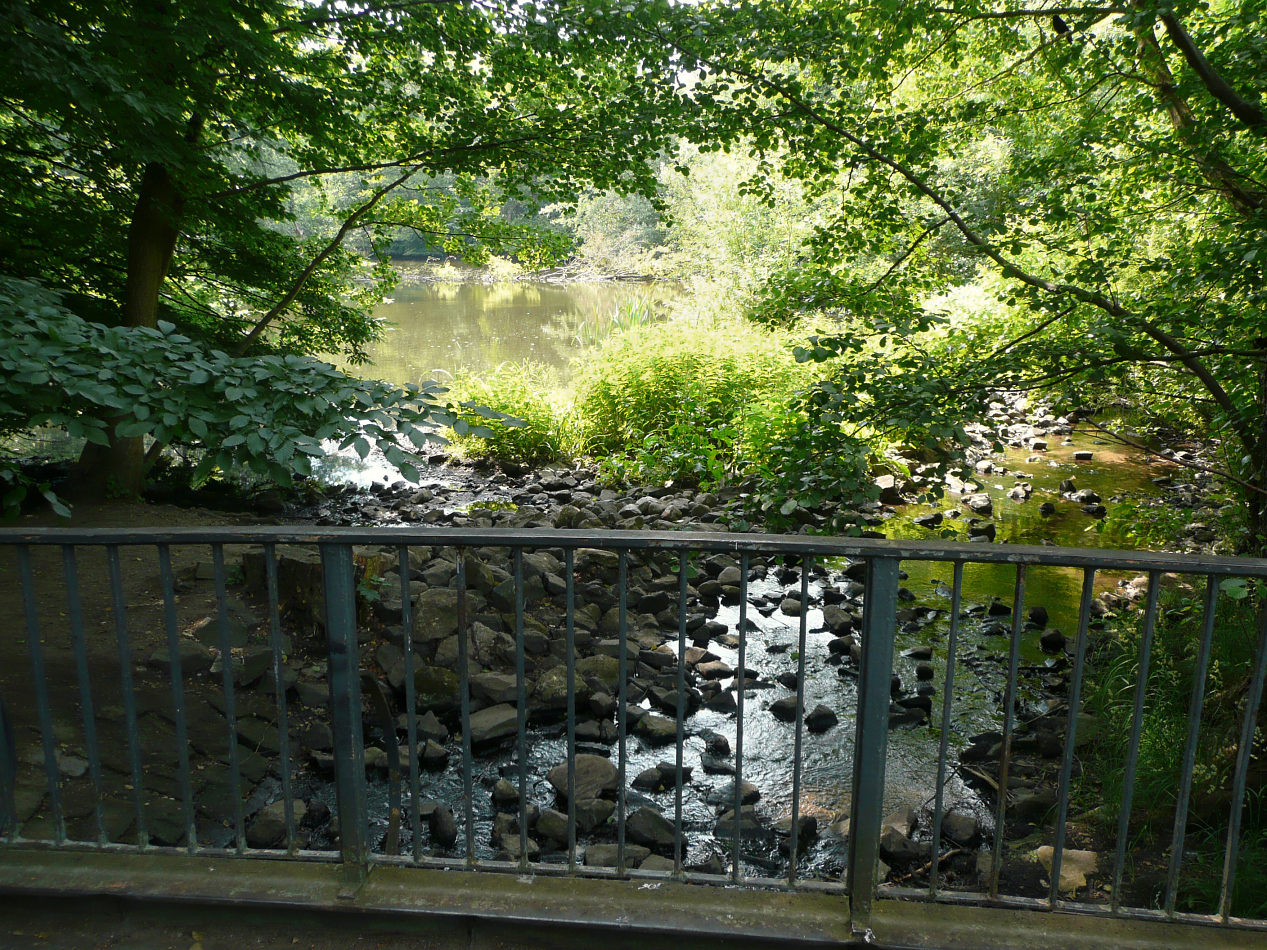
Im Vordergrund der Landwehrgraben, dahinter der Teich

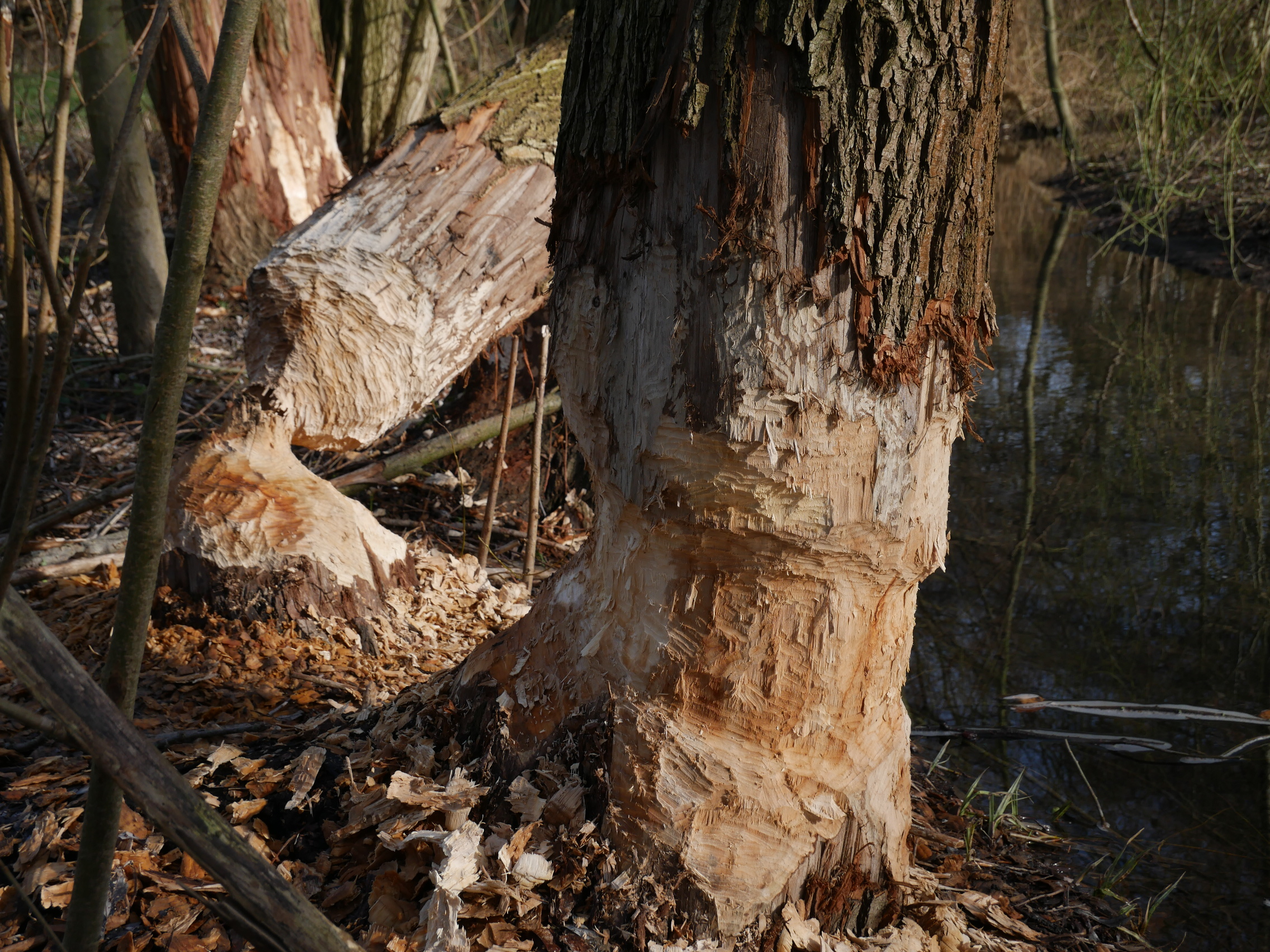
Nagefraß der Biber am Vierthaler Teich;
Anfang Februar 2022

Der Vierthaler Teich, auch Vierthalerteich und Vogelteich genannt, ist ein künstlich angelegter Teich und zugleich die Bezeichnung für eine Grünanlage, die als öffentlicher Raum die südliche Eilenriede in Höhe des Döhrener Turms mit den Parkanlagen am Ufer des Maschsees verbindet. Die Anlage ist sowohl mit einem Fahrrad- als auch mit einem Spazierweg unter der Bezeichnung Vierthalerweg als Abschnitt des Julius-Trip-Ring erreichbar und befindet sich zwischen dem Rudolf-von-Bennigsen-Ufer und der Hildesheimer Straße in der Südstadt der niedersächsischen Landeshauptstadt Hannover.

## Geschichte und Beschreibung
Der Viertaler Teich wird durch den Landwehrgraben gespeist, der ebenso wie der Döhrener Turm schon im Mittelalter als Teil der hannoverschen Landwehr diente.
Im Zuge der schon seit dem 19. Jahrhundert geplanten Anlage des Maschsees wurde zur Zeit des Nationalsozialismus mit Hilfe des unter dem hannoverschen Oberbürgermeister Arthur Menge genutzten Arbeitsbeschaffungsprogramms in den Jahren von 1934 bis 1936 in Hannover das 78 ha große künstliche Seebecken des Maschsees errichtet. Da aber der Rudolf-von-Bennigsen-Ufer genannte Straßenzug in seinem Verlauf nicht gestört werden sollte, wurde das Gebiet zwischen der Güntherstraße in Waldhausen und dem Stadtfriedhof Engesohde nicht in die Wasserfläche des Maschsees einbezogen. Stattdessen wurde zunächst die alte Kaffeewirtschaft am Döhrener Turm abgerissen, um eine durchgehende Grünverbindung zwischen der Eilenriede und dem Maschsee herzustellen, zumal dort 1936 das Maschseebad mit Restauration fertiggestellt wurde.
Als Kernstück der zusätzlichen neuen Parkanlage wurde der den Stadtwald durchfließende Landwehrgraben als Wasserzuführung für einen Weiher genutzt: Während der so geschaffene „Vogelteich“ mit drei künstlichen Inseln angelegt wurde, entstand zur selben Zeit am Ende der alten Landwehr-Wälle der auf einer Bastion installierte und später nach dem Oberbürgermeister benannte denkmalgeschützte Arthur-Menge-Brunnen.
Ganz im Sinne dieser nicht zuletzt auch an vergangene Kriege erinnernden Anlage wurden an der Südwand der Bastion zwei historische Grabsteine vom Soldatenfriedhof an der Hildesheimer Straße eingelassen: Der des Hof- und Feldtrompeters Bernhard Kreite (1614–1648) und derjenige für Johann Christian Schernhagen (* 1692).
In der Nachkriegszeit erhielt einer der die Grünanlage durchführenden Wege im Jahr 1966 zunächst den Namen Arthur-Menge-Weg. Erst im Jahr 1977 erfolgte die Umbenennung nach dem Bildhauer Ludwig Vierthaler.
Der Vierthalerteich diente Anfang des 21. Jahrhunderts als Schauplatz verschiedener von der Gruppe 7 unter anderem in Kooperation mit der Region Hannover und dem Projektbüro Gartenregion veranstalteter Open-Air-Ausstellungen: In den Wintermonaten von November 2008 bis Februar 2009 beteiligten sich an der Kunstaktion unter dem Titel Wintergärten IV: Utopia – Gärten der Zukunft in und um die Günterstraße, dem Döhrener Turm und dem Vierthalerteich zahlreiche Künstler mit Installationen wie etwa János Nádasdy, Siegfried Neuenhausen oder Frank Popp.
Ausschließlich am Vierthaler Teich veranstaltete die Gruppe 7 dann im letzten Viertel des Jahres 2010 die Open-Air-Ausstellung Klanggärten. Kunst am Baum, deren Exponate wie beispielsweise eine lädierte Automobil-Karosserie in luftiger Höhe zwischen einer Astgabel sämtlich auch von akustischen Installationen begleitet waren.
Das Gewässer des Vierthaler Teiches dient zudem auch der Stadtentwässerung als Regenrückhaltebecken. Als solches musste es Anfang 2017 – mehr als eineinhalb Jahrzehnte nach seiner letzten Reinigung – durch eine Art großen Staubsaugers von Ablagerungen wie Sanden, Laub sowie Vogel- und Fischkot entschlammt werden. Am Grund des Teiches hatte sich als Bodensatz von geschätzt rund 4000 Kubikmeter Schlamm gebildet, der den im Wasser lebenden Tieren und Pflanzen den Sauerstoff entzog. Für die Entsorgung einschließlich begleitender Arbeiten und Wiederherstellungsmaßnahmen wie die Wiederherstellung der Wege, Rasenflächen und Uferbereiche wurden bis April 2017 rund 360.000 Euro veranschlagt.